# Svend Horn
Svend Aage Pedersen Horn (* 11. März 1906 in Flødstrup; † 9. Oktober 1992) war ein dänischer Politiker der Socialdemokraterne, der unter anderem zwischen 1939 und 1973 Mitglied der Folketing, des dänischen Parlaments, sowie von 1966 bis 1968 Minister für öffentliche Arbeiten war.

## Leben
Svend Aage Horn, Sohn des Arbeiters und späteren Landwirts Niels Christian Pedersen Horn (1879–1952) und von Marie Hanssine Hansen (1879–1958), arbeitete nach dem Besuch der Grundschule von 1920 bis 1922 als Dienstjunge auf dem Land und absolvierte im Anschluss zwischen 1922 und 1926 eine Berufsausbildung zum Schmied sowie zum Maschinen- und Anlagenführer und war daraufhin von 1926 bis 1966 als Maschinenarbeiter tätig. Während dieser Zeit besuchte er zwischen 1928 und 1929 erst die Arbeiterhochschule in Esbjerg sowie im Anschluss von 1928 bis 1929 die Volkshochschule in Askov. Daneben begann er zu Beginn der 1930er Jahre sein politisches Engagement in der Dänischen Sozialdemokratischen Jugend DSU (Danmarks Socialdemokratiske Ungdom), der Jugendorganisation der Socialdemokraterne, und war zwischen 1931 und 1937 sowohl Vorsitzender der DSU in Svendborg Amt als auch Mitglied im Hauptvorstand der DSU. Daneben fungierte er zwischen 1931 und 1950 als Vorsitzender der Arbeiterinformationsvereinigung AOF (Arbejdernes Oplysningsforbund) in Nyborg sowie des Weiteren von 1935 bis 1939 als Vorsitzender der dortigen Arbeitergewerkschaft AFO (Arbejdernes Fællesorganisation).
Horn, der zwischen 1939 und 1973 als Vorsitzender der Socialdemokraterne von Nyborg fungierte, wurde am 3. April 1939 für die Sozialdemokraten erstmals Mitglied der Folketing, des dänischen Parlaments, und vertrat in dieser bis zum 21. September 1971 erst den Wahlkreis „Svendborg Amtskreds“ sowie im Anschluss zwischen dem 21. September 1971 und dem 4. Dezember 1973 den Wahlkreis „Fyns Amtskreds“. Er war außerdem zwischen 1940 und 1966 Mitglied des Aufsichtsrates über die Arbeitsabläufe des Strafvollzugsdienstes, von 1941 bis 1958 Vorstandsmitglied des Kinderkrankenhauses in Nyborg sowie zwischen 1943 und 1956 Mitglied der Schulkommission von Nyborg. Er gehörte zwischen 1943 und 1946 außerdem dem Stadtrat von Nyborg als Mitglied an und fungierte zwischen 1944 und 1966 als stellvertretender Vorsitzender des Vertretungsrates der Det Sydfyenske Jernbaneselskab (SFJ), die die Bahnstrecke Svendborg–Nyborg betrieb. Während der deutschen Besatzung engagierte er sich bis zum 5. Mai 1945 in der Widerstandsbewegung und war Angehöriger der „Militærgruppe“ der Aabenraa Kompagni in der Region III (Sydjylland).
Nach Ende des Zweiten Weltkrieges war Svend Horn zwischen 1947 und 1964 Sekretär des Präsidiums der Folketing und zugleich von 1950 bis 1965 Sekretär der dortigen Socialdemokraterne-Fraktion. Daneben fungierte er zwischen 1946 und 1958 als Vorsitzender des Jugendausschusses in Nyborg und von 1948 bis 1959 erst Mitglied sowie zwischen 1959 und 1966 Vorsitzender des Jugendausschusses der Staatlichen Gewerbetechnischen Schulen (Statens Arbejdstekniske Skoler). Außerdem war er von 1948 bis 1966 Mitglied der Schlichtungsstelle für das Telefonwesen (Telefon-voldgiftsnævn), zwischen 1950 und 1966 Mitglied des Nationalen Gremiums für Güter- und Reisebusfahrzeuge (Landsnævnet vedrørende Fragt- og Rutebiler) und von 1950 bis 1955 Bezirksvorsitzender des Zivilschutzverbands von Nyborg. 1954 war er Vorsitzender einer Prüfungskommission zur Errichtung einer Brücke über den Großen Belt, die allerdings erst mit der am 14. Juni 1998 eröffneten Storebæltsbroen realisiert wurde. 1954 wurde er ferner stellvertretender Vorsitzender des Eisenbahnrates (Jernbanerådet), dessen Vorsitzender er zwischen 1960 und 1966 war, und war außerdem von 1954 bis 1958 Mitglied des Aufsichtsrates der SAS Scandinavian Airlines, die 1950 die nationale Fluggesellschaft Det Danske Luftfartselskab (DDL) übernommen hatte. Er gehörte von 1958 bis 1966 dem Aufsichtsrat des Pflegeheims Fünen als Mitglied, das zuvor das Kinderkrankenhaus in Nyborg übernommen hatte, und war darüber hinaus zwischen 1960 und 1966 Mitglied der Eisenbahnentschädigungskommission (Jernbaneerstatningskommissionen).
1961 wurde Horn Mitglied des Parteivorstands der Sozialdemokratischen Partei sowie 1964 auch Mitglied der Landsorganisationen i Danmark (LO), der größte Gewerkschaftsdachverband des Landes, dem bis zu 18 Einzelgewerkschaften angehörten. Er war außerdem zwischen 1963 und 1966 Mitglied des Vorstands der SAS Scandinavian Airlines und zugleich Mitglied des Aufsichtsrates der Dänischen Nationalbank. Daneben fungierte er von 1964 bis 1965 als Vorsitzender des Exekutivkomitees beziehungsweise 1966 als Vorsitzender des Tourismusverbandes (Turistforeningen for Danmark) und gehörte zwischen 1964 und 1966 dem Folketingausschuss für auswärtige Angelegenheiten an. Am 28. November 1966 wurde er in die Regierung Krag II berufen und übernahm als Nachfolger von Kai Lindberg bis zum 2. Februar 1968 das Amt als Minister für öffentliche Arbeiten (Minister for offentlige arbejder). Nach seinem Ausscheiden aus der Regierung war er 1970 erneut Vorsitzender des Eisenbahnrates und wurde 1971 abermals Mitglied des Nationalen Gremiums für Güter- und Reisebusfahrzeuge. Außerdem war er 1970 Mitglied des Naturschutzrates (Overfredningsnævnet), 1972 Vorsitzender des Aufsichtsrates der Copenhagen Airports A/S, die den Flughafen Kopenhagen-Kastrup sowie den Flughafen Kopenhagen-Roskilde betreibt, sowie als Nachfolger von Svend Aage Lund von 1973 bis zu seiner Ablösung durch Erik Andersen 1975 Vorsitzender der Vereinigung Norden (Foreningen Norden), ein in den nordischen Ländern vertretener Verein zur Förderung der kulturellen und politischen Zusammenarbeit zwischen den einzelnen Ländern.
Svend Horn war zwei Mal verheiratet, und zwar seit 1934 in erster Ehe mit Agnete Christensen (1910–?) und seit 1959 in zweiter Ehe mit Alma Marie Sørensen (1906–1992), Tochter der Arbeiter Søren Laursen Sørensen (1883–1971) und Jenssine Bolette Sørensen (1884–1960).